# Johannes Winkler
Johannes Winkler (ur. 29 maja 1897 w miejscowości Bad Carlsruhe na Górnym Śląsku – obecnie Pokój, woj. opolskie; zm. 27 grudnia 1947 w Brunszwiku w Dolnej Saksonii) – niemiecki inżynier, pionier techniki rakietowej.

## Życiorys
W 1915 zaciągnął się do armii niemieckiej i wziął udział w I wojnie światowej. Rok później został ranny w czasie walki i wymagał długiej hospitalizacji. Po powrocie do zdrowia studiował mechanikę na Politechnice w Gdańsku i pracował w zakładach Junkersa.
5 lipca 1927 we Wrocławiu założył Verein für Raumschiffahrt (VfR – „Towarzystwo Podróży Kosmicznych”). Jego zadaniem było promowanie idei podróży kosmicznych i rozwijanie techniki rakietowej. Johannes Winkler był jego pierwszym prezesem i redaktorem wydawanego przez Towarzystwo pisma Die Rakete (Rakieta).
14 marca 1931 na placu apelowym w Gross Kühnau koło Dessau odpalił pierwszą w Europie rakietę na paliwo płynne Hückel-Winkler I (HW-I). Po osiągnięciu wysokości około 60 metrów wylądowała 200 metrów od wyrzutni. Osiem miesięcy później, 6 października 1932 na Mierzei Wiślanej odbyła się publiczna demonstracja jego następnej rakiety HW-II. Wzięli w niej udział oficjalni przedstawiciele władz Prus Wschodnich. Z powodu awarii zaworu paliwowego rakieta eksplodowała zaraz po odpaleniu.
Projektował rakiety i urządzenia JATO dla Junkersa i rządowych instytutów badawczych, ale żaden z jego projektów nie został zrealizowany.